# ادواردو فرای رویز-تاگل
ادواردو فرای رویز-تاگل (اسپانیایی: Eduardo Frei Ruiz-Tagle‎؛ زادهٔ ۲۴ ژوئن ۱۹۴۲) یک مهندس عمران و سیاست‌مدار اهل شیلی است که بین سال‌های ۱۹۹۴ تا ۲۰۰۰ رییس‌جمهور شیلی بود.